# 44033 Michez
44033 Michez este o planetă minoră (asteroid) din centura de asteroizi. A fost descoperită pe 15 februarie 1998 la Bologna de osservatorio San Vittore⁠(d). 
Obiectul prezintă o orbită caracterizată de o semiaxă mare de 2,1775319761538 UAi, o excentricitate de 0,13, o înclinație de 2 ° în raport cu ecliptica.